# Héctor Eliel Márquez
Héctor Eliel Márquez Fornieles (Granada, 13 de abril de 1979) es un pianista, compositor y director musical español. En la actualidad, es director titular del Coro de la Orquesta Ciudad de Granada, del Joven Coro de la Orquesta Ciudad de Granada, de la Schola Pueri Cantores de la Catedral de Granada y de la agrupación vocal Numen Ensemble (desde su fundación, en 2011); asimismo, es el pianista de la compañía de ópera La voz humana. Además, es catedrático de Acompañamiento en el Real Conservatorio Superior de Música "Victoria Eugenia" de Granada.

## Biografía
Inicia su formación musical a temprana edad, estudiando piano en el Real Conservatorio Superior de Música "Victoria Eugenia" con los maestros José Luis Hidalgo, Antonio Sánchez Lucena y Javier Herreros, obteniendo las titulaciones de profesor superior en las especialidades de piano, teoría de la música y música de cámara. En el año 2001, comienza sus estudios de composición, de la mano de Francisco González Pastor; los concluye en 2005 con una especialización en composición vocal. Posteriormente, realiza un máster en Interpretación Histórica (fortepiano) en la Schola Cantorum Basiliensis bajo la dirección del maestro Edoardo Torbianelli, terminándolos en el año 2011, y recibe clases de órgano con Juan María Pedrero.
Desde entonces, ha centrado su carrera pianística en el ámbito camerístico, actuando con solistas de la talla de Guillermo Pastrana (con quien ha realizado grabaciones para Radio Nacional de España), Verónica Plata, Mariola Cantarero o la soprano estadounidense Janet Williams. Asimismo, participó como pianista, acompañando a la Escolanía de El Escorial, en el registro del CD Plenitud Dorada. Como pianista, ha realizado conciertos en citas tan importantes como el Ciclo de Jóvenes Intérpretes de la Fundación Juan March o el Festival Internacional de Música y Danza de Granada. Por otra parte, destaca su participación como doble y entrenador musical del actor Elijah Wood en la película Grand Piano y de la actriz AnnaSophia Robb en Down a Dark Hall
A lo largo de su trayectoria, destaca asimismo su intensa actividad en el mundo del acompañamiento vocal, lo que le ha llevado a participar como repertorista y pianista correpetidor en gran cantidad de masterclasses de canto tanto a nivel nacional como internacional, con cantantes tan célebres como las sopranos Ana Luisa Chova, Gerd Türk y Nancy Argenta, o el barítono Carlos Chausson, entre otros. Además, ha realizado colaboraciones como organista y cantor con conjuntos de música antigua, como Íliber Ensemble.
Como compositor, ha estrenado varias de sus obras, como La afición de la rosa (en 2008, a cargo de la Orquesta de la Universidad de Granada, en el marco de la Cátedra Manuel de Falla). En 2011, es galardonado por su obra Revelación en el VI Premio Internacional de Composición Coral "Luis Morondo" y, al año siguiente, la Asociación Española de Orquestas Sinfónicas y la Fundación Autor le encargan la composición de una obra, dando como resultado la cantata profana La madre, que fue estrenada en 2016 por la Orquesta Ciudad de Granada, bajo la dirección de Carlos Federico Sepúlveda, en un concierto de temporada enmarcado en el 25.º aniversario de la fundación de la agrupación. En 2017 compuso su primera ópera, Gilgamesh, que fue estrenada en junio de ese mismo año con la Orquesta Joven de Andalucía y el Joven Coro de Andalucía, bajo la dirección de Lluís Vilamajó y en el marco del Festival Internacional de Música y Danza de Granada. El 28 de diciembre de 2023, Héctor Márquez dirigió su himno especialmente compuesto para la ocasión, Et in terra pax, en presencia del papa Francisco en la Sala de Audiencias del Vaticano. Lo cantaron 3.700 Pueri Cantores de 20 países en la inauguración del festival coral del mismo nombre. 

Por otra parte, ha sido director asistente del Coro de la Orquesta Ciudad de Granada, formación de la que se convirtió en su director titular en 2015. En 2011, creó el conjunto vocal Numen Ensemble, dedicado a la interpretación del repertorio antiguo, del que es su director titular; ese mismo año, fundó, junto a la soprano Verónica Plata y el director de escena Rafael Simón, la compañía de ópera La voz humana, en la que es pianista. En 2012, asumió la dirección del Orfeón de Granada, que abandonó al año siguiente, y con el que ha participado en ciclos musicales tan prestigiosos como el Festival de Música Antigua de Úbeda y Baeza. Como director invitado, ha dirigido formaciones como la Orquesta Ciudad de Granada o la Joven Orquesta Sinfónica de Granada. En 2017, es galardonado con el Premio Embajada de España en el Concurso Internacional de Composición Coral "Alberto Grau" de Venezuela por su obra Pasión, compuesta para coro a capella sobre texto de Antonio Carvajal. En 2017, logra asimismo el Premio a la Mejor Dirección Coral en el XLVI Certamen Coral Ejea de los Caballeros, ex-aequo con el director coral asturiano David Pérez. 

## Premios
- 2011 - VI Concurso Internacional de Composición Coral "Luis Morondo". Primer premio, por la obra Revelación
- 2017 - Concurso Internacional de Composición Coral "Alberto Grau". Premio Embajada de España, por la obra Pasión
- 2017 - LXVI Concurso Coral Ejea de los Caballeros. Premio Mejor Dirección Coral, al frente del Joven Coro de la Orquesta Ciudad de Granada

## Discografía
- 2010 - Plenitud dorada, junto a la Escolanía de El Escorial y la Real Capilla Escurialense, bajo la dirección de Javier M. Carmena (Polimúsica)
- 2012 - Audi, audi. El Cantar de los Cantares en la polifonía del Renacimiento; Numen Ensemble, bajo la dirección de Héctor Eliel Márquez (IBS Classical)
- 2014 - La corriente infinita. Polifonía y poesía; Numen Ensemble, bajo la dirección de Héctor Eliel Márquez (IBS Classical)
- 2014 - Rosa sine spina; Schola Puericantores de la Catedral de Granada, bajo la dirección de Héctor Eliel Márquez (IBS Classical)